# Andslimoen
Andslimoen este o localitate din comuna Målselv, provincia Troms, Norvegia, cu o suprafață de 0,68 km² și o populație de 548 locuitori (2013).